# Football Club Kansas City
El Football Club Kansas City fue un club de fútbol femenino estadounidense con sede en Kansas City, en el estado de Kansas. Fue fundado el 21 de noviembre de 2012 y se disolvió el 20 de noviembre de 2017. Jugaba como local en el Estadio Children's Mercy Park, con una capacidad de 3.557 espectadores.

## Temporadas
| Liga                           | Temporada | Posición | Eliminatorias | Posisión    |
| ------------------------------ | --------- | -------- | ------------- | ----------- |
| National Women's Soccer League | 2013      | 2º       | SI            | Semifinales |
| National Women's Soccer League | 2014      | 2º       | SI            | Campeón     |
| National Women's Soccer League | 2015      | 3º       | SI            | Campeón     |
| National Women's Soccer League | 2016      | 6º       | NO            | -           |
| National Women's Soccer League | 2017      | 7º       | NO            | -           |

## Jugadoras

### Dorsales retirados
| Número | Jugador        | Posición  | Temporadas  |
| ------ | -------------- | --------- | ----------- |
| 12     | Lauren Holiday | Delantera | 2013 - 2015 |

### Jugadoras Destacadas
| - Amy Rodriguez - Becky Sauerbrunn - Heather O'Reilly - Nicole Barnhart - Lauren Holiday | - Sydney Leroux - Yael Averbuch - Katrina Gorry - Desiree Scott - Lauren Sesselmann |

## Palmarés
| Competición nacional               | Títulos    | Subcampeonatos |
| ---------------------------------- | ---------- | -------------- |
| National Women's Soccer League (2) | 2014, 2015 |                |